# Claudius Venuleius Saturninus
Claudius Venuleius Saturninus war ein klassischer römischer Rechtsgelehrter des 2. Jahrhunderts n. Chr. Saturninus ist ein häufiges Cognomen. Der Jurist wirkte zur Zeit der Kaiser Antoninus Pius und Mark Aurel.
Im Werkverzeichnis der Digesten, dem Index Florentinus, wird Venuleius (Saturnius) als Verfasser des strafrechtlichen Werks De poenis paganorum liber singularis erwähnt. Dabei ist die Annahme umstritten, dass es sich um Claudius Venuleius Saturninus handelt, denn manchen steht für eine Personenidentität die Systematik der verwendeten Namensbezeichnungen entgegen, andere aber gehen von personaler Koinzidenz aus.
Eine Reihe anderer Schriften aber geht unbestritten auf Venuleius Saturnius zurück, so verfasste er Dispuationum libri(?), De interdictis libri VI, De iudiciis publicis libri III, De officio proconsulis libri IV und, zum häufig kommentierten Rechtsgegenstand der Stipulation, De stipulationibus libri XIX. Auch die zwischenzeitlich Lucius Fulvius Aburnius Valens zugewiesene Schrift Actionum libri X dürfte aus seiner Feder stammen.